# Jeremy Lusk
Jeremy Lusk (26. listopadu 1984 – 10. února 2009) byl americký freestyle motokrosový jezdec ze San Diega v Kalifornii. Měl přezdívku Pitbull, ve třech letech začal jezdit motokros na motocyklu Yamaha PW 50 a v devatenácti letech přešel na FMX. Byl členem jezdecké skupiny Metal Mulisha. In memoriam vyhrál ceny FMX Awards 2008 v kategoriích "Best International FMX rider" a "Best trick innovation" .
Získal zlaté a stříbrné medaile na X Games 2008 a bronzovou přilbu na mistrovství světa Moto X.

## Důležité body v kariéře
- 2008 X Games Mexiko, Moto X Nejlepší trik, zlato
- 2008 X Games: Moto X Nejlepší trik, stříbro; Moto X Freestyle, zlato
- 2008 Red Bull X Fighters, 3. místo
- 2008 Moto X Světový šampionát Moto X Freestyle, bronz
- 2007 AST Dew Tour, 3. místo

## Vztahy s ostatními jezdci Moto-X
Jeremy Lusk byl součástí jezdeckého týmu s názvem Metal Mulisha.

## Úmrtí
Dne 7. února 2009 Lusk havaroval při pokusu o trik „Superman Indian Flip“ ve freestyle motokrosu v soutěži v San José v Kostarice. Byl hospitalizován pro trvalé zranění hlavy, těžké poškození mozku a možné poranění míchy. Dne 10. února 2009 zemřel na srdeční a respirační selhání v nemocnici Rafael Ángel Calderón Guardía. Před svou smrtí žil Lusk v Temecule v Kalifornii se svou manželkou Lauren.